# Rasino (Kaliningrad, Gurjewsk)
Rasino (russisch Разино, deutsch Louisenfelde) ist ein Ort in der russischen Oblast Kaliningrad. Er gehört zur kommunalen Selbstverwaltungseinheit Stadtkreis Gurjewsk im Rajon Gurjewsk.

## Geographische Lage
Rasino liegt südwestlich der ehemaligen Kreisstadt Polessk (Labiau) und östlich der jetzigen Rajonshauptstadt Gurjewsk (Neuhausen) an der Kommunalstraße 27K-070 von Pribreschnoje (Palmburg) nach Dobrino (Nautzken). Die nächste Bahnstation ist Dobrino an der Bahnstrecke Kaliningrad–Sowetsk (Königsberg–Tilsit).

## Geschichte
Das bis 1946 Louisenfelde genannte kleine Gutsdorf war ein Ortsteil von Thiemsdorf (russisch: Asowskoje) und gehörte somit zum Amtsbezirk Wanghusen (russisch: Gribojedowo) im Landkreis Labiau im Regierungsbezirk Königsberg der preußischen Provinz Ostpreußen.
1945 kam Louisenfelde mit dem nördlichen Ostpreußen zur Sowjetunion. Im Jahr 1950 erhielt der Ort die russische Bezeichnung Rasino und wurde gleichzeitig dem Dorfsowjet Dobrinski selski Sowet im Rajon Gurjewsk zugeordnet. Von 2008 bis 2013 gehörte Rasino zur Landgemeinde Dobrinskoje selskoje posselenije und seither zum Stadtkreis Gurjewsk.

## Kirche
Kirchlich war die überwiegend evangelische Bevölkerung Louisenfeldes vor 1945 in die Pfarrei Kaymen (1938–1946 Kaimen, heute russisch: Saretschje) eingegliedert und gehörte so zum Kirchenkreis Labiau (russisch: Polessk) in der Kirchenprovinz Ostpreußen der Kirche der Altpreußischen Union. Heute liegt Rasino im Einzugsbereich der evangelisch-lutherischen Kirchengemeinde in Polessk (Labiau), einer Filialgemeinde der Auferstehungskirche in Kaliningrad (Königsberg) in der Propstei Kaliningrad der Evangelisch-lutherischen Kirche Europäisches Russland.